# Platythyrea prizo
Platythyrea prizo är en myrart som beskrevs av Kugler 1977. Platythyrea prizo ingår i släktet Platythyrea och familjen myror. Inga underarter finns listade i Catalogue of Life.